# G-On Riders
G-On Riders (G-onらいだーす?) es una parodia de anime de chicas mágicas del 2002. La "G" en "G-On" hace referencia a "Glasses". Cada personaje femenino en la serie (incluido una breve toma de la Estatua de la Libertad) lleva lentes, de ahí el título. El diseño de personajes están con doble intención, ser una parodia y glorificar a las meganekko fetiche de la mayoría de fanes al anime. Otros fetiches que incluye este anime son las maids, seifuku, enfermeras, lolita, y monjas.
Mientras que el título original de 13 episodios usaba el fan service como se muestra, la OVA incluía escenas de desnudos de la mayoría de personajes femeninos así como de la maqueta en una escena de bukkake. La OVA fue incluida como un especial de DVD.

## Historia
En un futuro próximo, la mayor parte de la Tierra ha sido conquistada por los extraterrestres. Sin embargo, una pequeña región en Japón los ha rechazado exitosamente gracias al desarrollo de "G-on" una tecnología creada por el Rifurekuto Amudo/Grand Reflect Armored (GRA). Esta tecnología consiste en un equipo de chicas (en un principio dos, luego tres) que canalizaban sus energías a través de sus lentes especiales. De esta manera eran capaces de destruir a los monstruos mecánicos gigantes, "Bestias de lujo", enviado por los extraterrestres.

## Música
- Tema de apertura: "トキメイテ、G-on G!" (Tokimeite, G-on G!) cantada por Shima Ryouka, Omi Minami, y Kurata Masayo
- Tema de cierre: "ミラクル☆パジャマ" (Miracle Pajama) cantada por Lolivaders Z

## Personajes

### G.R.A.
- Yuuki Kurama

Seiyuu Ryoka Shima
La protagonista principal y la única chica que no usa gafas al comienzo.
Ella posee una fuerza anormal y es la última de los G-On Riders en unirse. En el primer episodio, pierde sus bragas (que tienen un diseño de fresas en ellas) en un ataque de un monstruo y cae en manos de Ichiro, que lucha para devolvérselas, eventualmente se las devolverá. Sin embargo, Yuuki al perder las bragas (es un chiste en la serie), también en ocasiones pierde toda su ropa , por ejemplo, durante la batalla final.
- Ichiro Hongo

Seiyuu Nobuyuki Hiyama
El protagonista masculino de la historia. Él está profundamente enamorado de Yuuki y gran parte de la serie lo pasa tratando de confesarse. Durante varios episodios en primer lugar obtiene un par de bragas de Yuuki, que con el pasar del tiempo trata de regresarlas. Cada vez que ve una escena de Yuuki sin llevar bragas o totalmente desnuda, tiene la tendencia a tener una hemorragia nasal. Cuando por fin se confiesa a Yuuki y todas las demás. Yayoi, Sera y Zero se ponen románticas por él.
- Yayoi Hoshikawa

Seiyuu :Masayo Kurata
Una aparente sacerdotisa sintoísta. Tiene una timidez extrema hacia los hombres y no soporta tenerlos a cierta distancia, de lo contrario los arroja con fuerza por el aire. El único hombre capaz de llegar más cerca de lo habitual es Ichiro , a quien al parecer le gusta. Sin embargo, incluso a él lo arroja una docena de veces, incluso cuando ella trata de acercarse a él.
Es el único de los Jinetes que necesita sus gafas por razones de vista. Como Sera, que finalmente fracasa en sus intentos de seducir a Ichiro.
- Nurse Mio Sanada

Seiyuu: Aya Hisakawa
La enfermera de la escuela y la inventora del G-on, la tecnología manejada por Yuuki, Sera y Yayoi. Ella tiene la mayor copa de pechos de todo el reparto femenino. Su verdadera identidad es Sana, la hermana menor de Mako.  En algún momento del pasado, ella se cayó a través de un túnel del tiempo y a cientos de millones de años, provocándole tener la edad de una niña de 10 años en un cuerpo de 20. Ella construyó de Zero y crea tanto a la Doncella y los Circuitos de hombre. Cuando llega a la Tierra, su nave espacial golpeó a Ichiro y luego implantándole el Circuito hombre dentro de él.

### Extraterrestres
- Zero

Seiyuu : Yukari Tamura
Una sirvienta androide que sirve a Pao, Ai y Mako. Ella sigue el código de la "Ley Intergaláctica de limpieza", que tiene reglas tales como permitir que las criadas tengan un día libre al año.
Ella es la luchadora más fuerte que tienen los extraterrestres y pelea varias veces con Ichigo. Con el tiempo se cambia de bando después de enamorarse del Cosmic Banchou. Fue construida por Sanada y tiene un "Chip Sirvieta" en su interior que reacciona a la presencia de Ichiro. Mientras que un androide, con el chip de Maiden le permite sentir el amor y ella activamente llama la atención de Ichiro.
- Ai

Seiyuu : Takako Uemura
Una extratrerrestre de pelo verde que es la primera en darse cuenta de que los humanos son buenos y que la Tierra es un lugar agradable para vivir. Con el tiempo se cierra tratando de atacar a la tierra y se hace amiga de Yayoi.
- Pao

Seiyuu : Miki Machii
Una extraterrestre "Catgirl" que dirige la mayor parte de la"Bestia Fantástica" que ataca la Tierra. Cuando por fin decide dejar de atacar, se convierte en sirvienta de Sela, y ésta la trata con dureza, haciéndola limpiar su habitación y otras tareas tediosas. Ella es perseguida varias veces por algún otaku que la encuentra como una sirvienta loli-Catgirl irresistible. Ella es también adicta a los videojuegos, y Sela la utiliza para controlarla.
- Mako

Seiyuu : Kaori Mizuhashi
La hermana mayor de la enfermera Sanada, a pesar de que Mako es físicamente más joven debido a que Sanada cayó en el túnel del tiempo. Ella se comunica con Riro a través de un par de antenas en la cabeza, que Riro luego usa para su control mental. Yuuki la salva de esto con la ayuda de Sanada, Pao, Ai, y Zero.
- Riro

Seiyuu : Rie Kugimiya
Es la extraterrestre detrás de los ataques en la Tierra. Ella es físicamente la más joven de todas. Hace más de cien mil años, Riro vino a la Tierra y le dio sus lentes a una niña joven primitiva. Estos vidrios fueron el catalizador que condujeron a la formación de la civilización humana. vidrios que Riro eventualmente terminaron en manos de Yuki. Sin sus lentes, el corazón de Riro se volvió frío y perdió todas las emociones salvo por el deseo de destruir.

## Episodios
Cada episodio es llamado "Lente" (Lente 01, 02, etc) para reforzar el tema de las meganekko. El episodio 14 es la OVA, este último fue sacado del aire por el alto contenido explícito de desnudez y situaciones para adultos que los otros no tenían.
| Lentes # | Títulos en ANN                  |
| -------- | ------------------------------- |
| 1        | Sink, small cutter!             |
| 2        | Glasses, why make?              |
| 3        | Get Angry, Sela!                |
| 4        | The drive                       |
| 5        | Yayoi goes straight!            |
| 6        | Time to train!                  |
| 7        | The Tale of Seven Men and Women |
| 8        | Being Called a Long-time Loser  |
| 9        | Who Will Wear the Maid Clothes? |
| 10       | Lesson of seduction (Get You)   |
| 11       | What happened to Mako?          |
| 12       | Will Professor Sanada betray?   |
| 13       | Uneven Strawberries             |
| 14       | Andro White Paper               |